# Vasily Konstantinovich Blyukher
Vasily Konstantinovich Blyukher (tiếng Nga: Василий Константинович Блюхер) (sinh ngày 1 tháng 12, lịch cũ 19 tháng 11, năm 1889, mất ngày 9 tháng 11 năm 1938) là chỉ huy cao cấp của Hồng quân Liên Xô, Nguyên soái Liên Xô từ năm 1935. Trong cuộc Đại thanh trừng, Blyukher bị kết án và bị Stalin giết khi đang giam tại Moskva. Đến năm 1956 ông được kết luận vô tội và được khôi phục chức vụ và danh dự.

## Cuộc đời và sự nghiệp
Blyukher sinh năm 1889 trong một gia đình nông dân ở làng Barschinka, thuộc tỉnh Yaroslavl của Đế quốc Nga. Mặc dù họ của ông giống tiếng Đức nhưng Blyukher không phải người gốc Đức, một lãnh chúa đã ban cho dòng họ của Blyukher cái họ này lấy theo tên của Thống chế Phổ Gebhard Leberecht von Blücher.
Là một công nhân, Blyukher nhập ngũ và chiến đấu trong Chiến tranh thế giới thứ nhất với cấp bậc hạ sĩ quan quân đội Nga hoàng. Năm 1916 ông trở thành Đảng viên Đảng Công nhân Xã hội Dân chủ Nga (RSDLP, tiền thân của Đảng Bolshevik và tham gia Cách mạng tháng Mười ở Samara.
Cuối tháng 11 năm 1917, Vasily Blyukher tham gia chỉ huy Cận vệ Đỏ (tiền thân của Hồng quân) chiến đấu tại Chelyabinsk. Một năm sau ông chính thức gia nhập Hồng quân và sớm trở thành một chỉ huy của lực lượng này. Trong Nội chiến Nga, ông là một trong những tướng lĩnh xuất sắc nhất của đội ngũ Hồng quân và đặc biệt nổi tiếng với thành tích chỉ huy 10.000 binh sĩ khỏe mạnh thuộc Tập đoàn quân kháng chiến Nam Ural vừa hành quân vừa chiến đấu chống lại sự truy đuổi của quân Bạch vệ vượt 1.500 km chỉ trong vòng 40 ngày và cuối cùng kết nối được với lực lượng Hồng quân. Với thành tích này, tháng 9 năm 1918, Blyukher trở thành người đầu tiên được tặng thưởng Huân chương Cờ đỏ (ông còn bốn lần nữa được nhận vinh dự này, hai lần năm 1921 và hai lần năm 1928), ông được biểu dương vì "trong những điều kiện cực kỳ khó khăn, đã tổ chức một cuộc hành quân phi thường mà để so sánh với nó người ta chỉ có thể dùng cuộc tiến quân kỳ diệu qua Thụy Sĩ của danh tướng Suvorov".
Sau Nội chiến, Blyukher được cử giữ chức Tư lệnh Các lực lượng vũ trang Xô viết tại Viễn Đông từ năm 1921 đến năm 1923. Trong 3 năm từ 1924 đến 1927 ông được cử sang Trung Quốc làm cố vấn quân sự trong sở chỉ huy của Tưởng Giới Thạch. Trong vị trí này, ông là người chịu trách nhiệm soạn thảo kế hoạch cho cuộc Bắc phạt của Quốc Dân Đảng để tiêu diệt các lực lượng quân phiệt để thống nhất Trung Quốc. Một trong những sĩ quan Trung Quốc được ông huấn luyện thời gian này là Lâm Bưu, người về sau trở thành lãnh đạo chủ chốt của Quân Giải phóng Nhân dân Trung Quốc.
Sau khi quay về Liên Xô, năm 1929 Blyukher được giao toàn quyền chỉ huy lực lượng quân sự Xô viết tại Viễn Đông, được biết đến với tên Tập đoàn quân Cờ đỏ đặc biệt phương Đông (OKDVA) có trụ sở đóng tại Khabarovsk. Cùng với việc quân đội Nhật Bản mở rộng lãnh thổ chiếm đóng tại Trung Quốc và tỏ rõ thái độ thù địch với chính quyền Xô viết, lực lượng của Blyukher trở nên cực kỳ quan trọng và thường xuyên phải đặt trong tình trạng sẵn sàng chiến đấu. Năm 1929, Blyukher đã chỉ huy Hồng quân đánh bại lực lượng phiến quân Bắc Trung Quốc. Với thành tích này ông một lần nữa là người đầu tiên được nhận Huân chương Sao đỏ vào tháng 9 năm 1930. Ngày 20 tháng 11 năm 1935, Blyukher là một trong 5 tướng lĩnh Hồng quân đầu tiên được phong danh hiệu Nguyên soái Liên bang Xô viết.
Tháng 7 và tháng 8 năm 1938 trong vị trí Tư lệnh Phương diện quân Viễn Đông, ông đã không thực sự quyết đoán với việc chỉ huy lực lượng Xô viết đối phó với quân đội Nhật hoàng trong Trận Hồ Khasan ở biên giới Liên Xô và Triều Tiên (lúc này do Nhật Bản kiểm soát). Vì sai lầm này ông bị cách chức và ngày 22 tháng 10 năm 1938, Vasily Blyukher bị mật vụ NKVD của Stalin bắt và vu cáo với tội danh làm gián điệp cho người Nhật. Trong thời gian Đại thanh trừng, Blyukher bị giam tại Trại giam Lefortovo ở Moskva, ông bị tra tấn dã man và qua đời tại đây ngày 9 tháng 11 năm 1938. Năm 1956, Blyukher được minh oan và phục hồi danh dự.